# Jacqueshuberia pustulata
Jacqueshuberia pustulata là một loài thực vật có hoa trong họ Đậu. Loài này được Stergios & P.E. Berry miêu tả khoa học đầu tiên năm 1996.